# Catuna conjux
Catuna conjux är en fjärilsart som beskrevs av Aurivillius 1922. Catuna conjux ingår i släktet Catuna och familjen praktfjärilar. Inga underarter finns listade i Catalogue of Life.